# Dobrosława Miodowicz-Wolf
Dobrosława Miodowicz-Wolf, detta Mrówka (formichina) (Cracovia, 18 agosto 1953 – K2, 10 agosto 1986), è stata un'alpinista polacca.
Alpinista, etnografa e dipendente del museo etnografico di Varsavia, figlia del politico e attivista sindacale Alfred Miodowicz e moglie dello scalatore John Wolf. Istruttrice alpina e guida alpina dal 1983, morì nel Karakorum durante la discesa dal K2.

## Alti Tatra, Alpi e Dolomiti
Prima di affrontare le dure salite himalayane, Wolf scalò varie prime sulle Alti Tatra, nei Carpazi, vicino ai suoi luoghi di nascita. Passò in seguito alle Dolomiti e alle Alpi. Scalò il monte Bianco, l'Aiguille Verte, l'Aiguilles du Dru, la parete nord-ovest della punta Tissi, e il Mont Blanc du Tacul.

## Himalaya
Nel 1980 scalò il picco Korženevskaja (7105 m), una delle maggiori vette del Pamir. Tre anni dopo conquista il picco Ismail Samani. Nel 1984 prese parte alla sua prima spedizione al K2, giungendo a 7.350 m di altitudine. Il 14 luglio 1985 riuscì a raggiungere l'altezza di 8.050 metri in un tentativo solitario di scalata del Nanga Parbat. Nel 1986 tornò al K2 per quella che sarebbe stata la sua ultima spedizione.

### La spedizione del K2
Verso la fine di luglio del 1986 la Wolf si aggregò ad Alan Rouse, leader di una spedizione britannica, che voleva ancora effettuare un tentativo di salita alla vetta del K2 seguendo la via normale lungo lo sperone Abruzzi. I due partirono in un periodo in cui sulla montagna c'erano altre quattro spedizioni: una spedizione coreana in stile "classico", una spedizione austriaca formata da tre elementi (Willi Bauer, Alfred Imitzer e Hannes Wieser), una spedizione formata da Kurt Diemberger e Julie Tullis, e una squadra formata da altri componenti della spedizione polacca, che però mirava alla salita lungo lo sperone sud-sud-ovest (la cosiddetta Magic Line).
Muovendosi in stile alpino, la Wolf e Rouse raggiunsero le spedizioni coreana e Diemberger-Tullis il 1º agosto. all'altezza del campo 3; il 2 agosto salirono quindi con le altre due squadre al campo 4 (8.000 m circa), con l'intenzione di tentare la vetta il giorno seguente. I piani delle diverse squadre furono però scombussolati quando gli austriaci rientrarono senza aver raggiunto la vetta, e volendo ritentare due giorni dopo; il campo non offriva sufficienti posti in tenda, così la Wolf e Rouse dovettero condividere la loro tenda a due posti con Imitzer. Dopo una notte insonne, il giorno successivo i due decisero di rinviare il tentativo al giorno successivo.
Quella notte al campo giunsero anche due dei componenti del tentativo polacco alla Magic Line, shockati dalla perdita di un compagno durante la discesa dalla vetta, aggravando così il sovraffollamento; i due condivisero la tenda con la Wolf, mentre Rouse passò la notte in una nicchia nella neve all'esterno. Il 4 agosto le tre squadre partirono per la vetta; la Wolf però, provata da due notti pressoché insonni, era in pessime condizioni fisiche, e si fermò più volte a riposare, o addirittura a sonnecchiare, lungo il percorso. Giunta a 8.500 m, cedette definitivamente, e fu riaccompagnata al campo 4 da Rouse, Bauer ed Imitzer, di discesa dalla vetta.
Nella giornata del 4 agosto il tempo era peggiorato, ed il 5 agosto c'era nebbia e visibilità pressoché nulla; gli alpinisti dovettero quindi attendere forzatamente in tenda il miglioramento delle condizioni climatiche. Il 6 agosto, a causa del collasso della loro tenda, Diemberger e la Tullis dovettero cercare rifugio presso i compagni; Rouse e la Wolf accolsero Diemberger, e si trovarono così di nuovo in tre in una tenda a due posti, con Alan Rouse che mostrava condizioni di salute sempre peggiori.
Il 10 agosto, approfittando di un miglioramento del tempo, gli alpinisti superstiti (Julie Tullis era morta qualche giorno prima) tentarono la discesa, dovendo però abbandonare Rouse, Imitzer e Wieser, incapacitati a muoversi. Nonostante la nebbia e le raffiche di vento, la Wolf scese senza problemi fino al campo 3, che, devastato dal maltempo, non offriva possibilità di riparo. Sulle corde fisse verso il campo 2 la Wolf lasciò passare Diemberger, più veloce - questi infatti usava un discensore tipo "otto", mentre la Wolf preferiva utilizzare un discensore con piastrina Stich, più macchinoso - e proseguì la discesa. La Wolf non arrivò però mai al campo 2. Non è chiaro cosa sia accaduto di preciso, se si sia addormentata o se abbia avuto un'embolia o un edema. Il corpo fu ritrovato nel 1987 da una spedizione giapponese, in posizione eretta, appoggiato alla parete ed assicurato alla corda fissa. La salma fu in seguito sepolta ai piedi del K2, nei pressi del campo base avanzato.